# Neoplatyura cornuta
Neoplatyura cornuta är en tvåvingeart som beskrevs av Zaitzev och Menzel 1996. Neoplatyura cornuta ingår i släktet Neoplatyura och familjen platthornsmyggor. Inga underarter finns listade i Catalogue of Life.